# Contea di Cedar (Iowa)
La contea di Cedar (in inglese Cedar County) è una contea dello Stato dell'Iowa, negli Stati Uniti. La popolazione al censimento del 2000 era di 18 187 abitanti. Il capoluogo di contea è Tipton.

## Comunità
La contea di Cedar County comprende 8 città, un Census-designated place, undici comunità non incorporate e diciassette township.

### Città
- Bennett
- Clarence
- Durant
- Lowden
- Mechanicsville
- Stanwood
- Tipton
- West Branch

### Census-designated place
- Rochester

### Unincorporated communities
- Buchanan
- Cedar Bluff
- Cedar Valley
- Centerdale
- Downey
- Lime City
- Plato
- Massillon
- Springdale
- Sunbury
- Wald

### Townships
- Cass
- Center
- Dayton
- Fairfield
- Farmington
- Fremont
- Gower
- Inland
- Iowa
- Linn
- Massillon
- Pioneer
- Red Oak
- Rochester
- Springdale
- Springfield
- Sugar Creek